# Dolichoderus bidens
Dolichoderus bidens es una especie de hormiga del género Dolichoderus. Descrita por Carlos Linneo en su décima edición de 1758 de Systema Naturae. La especie es endémica de Brasil, Ecuador, Guayana Francesa, Guyana, Surinam y Trinidad y Tobago.